# 22572 Yuanzhang
22572 Yuanzhang (1998 HJ39) là một tiểu hành tinh vành đai chính được phát hiện ngày 20 tháng 4 năm 1998 bởi Nhóm nghiên cứu tiểu hành tinh gần Trái Đất phòng thí nghiệm Lincoln ở Socorro.